# Klassieke economie

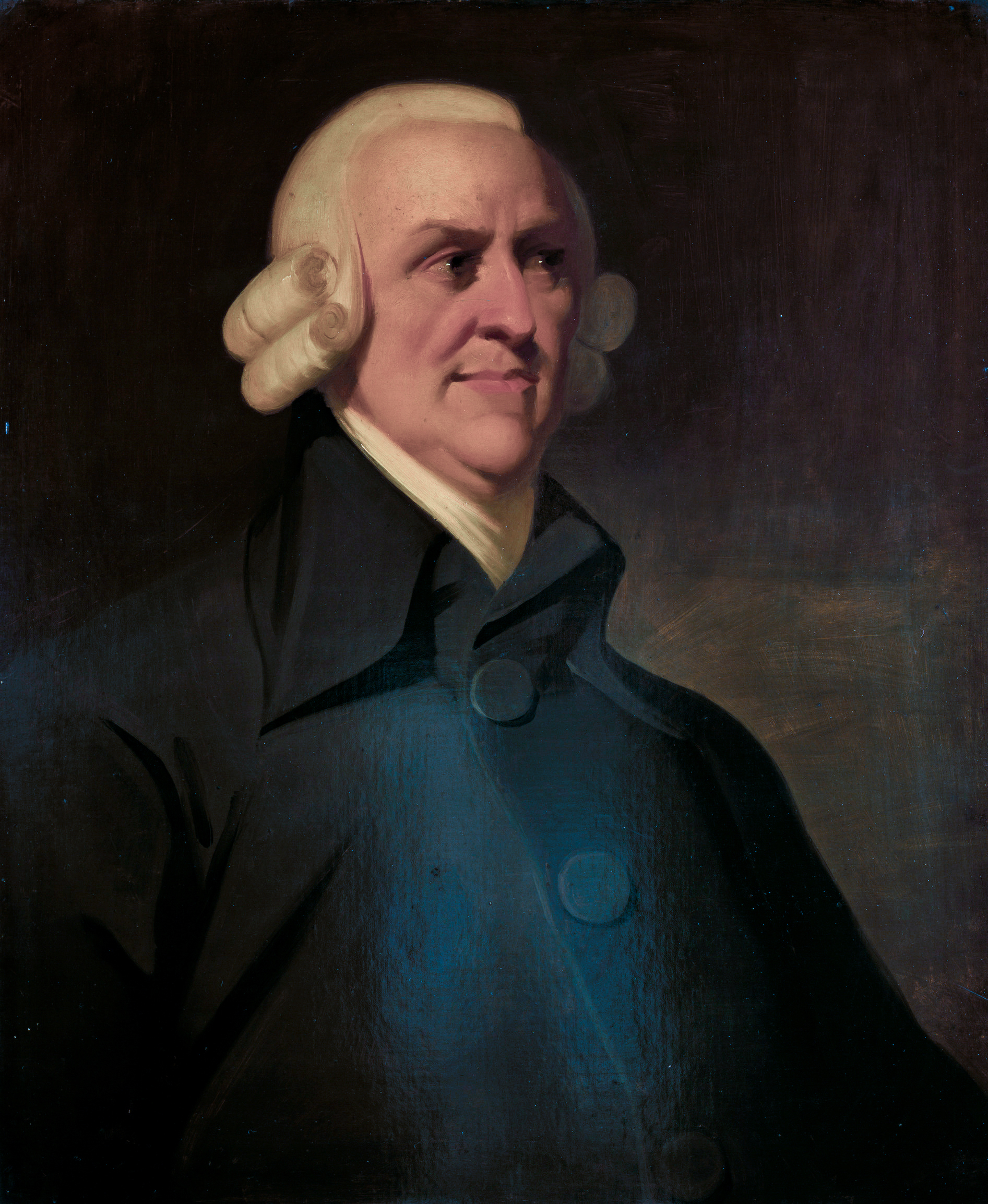
Postuum portret van Adam Smith.

De klassieke economie is een economische school die opkwam in de achttiende eeuw en gedurende een groot deel van de negentiende eeuw de dominante stroming was binnen de economische wetenschap (toen nog politieke economie genoemd). 
Met de opkomst van de klassieke economie werd economie voor het eerst een zelfstandig wetenschapsgebied. De ideeën van de klassieken komen grotendeels overeen met het economisch liberalisme en gaan uit van het vermogen van vrije markten om zichzelf te reguleren. Hiermee reageerden zij op de eerdere mercantilisten en de fysiocraten. 
De precieze afbakening van de klassieke economie ligt niet vast, maar als belangrijkste vertegenwoordigers gelden doorgaans Adam Smith en David Ricardo.

## Definitie
De benaming klassieke economen werd voor het eerst gebruikt door Karl Marx, ter aanduiding van de denkers die hij als zijn belangrijkste voorlopers beschouwde. Door hen als 'klassiek' te bestempelen, drukte Marx zijn bewondering uit en onderscheidde hij hen tegelijk van de 'vulgaire' economen na hen, die hij oppervlakkigheid verweet. In deze oorspronkelijke definitie begint de klassieke economie bij William Petty en eindigt ze bij David Ricardo; ook Steuart, Smith, Sismondi en James Mill vallen onder de klassieken.
In latere beschouwingen worden ook Malthus, Bentham, J. S. Mill, Say en Von Thünen tot de klassieken gerekend. Er wordt dan een grens getrokken tussen de klassieke, liberale economen en de eerdere mercantilisten. Het einde van deze klassieke economie wordt doorgaans gelegd bij de opkomst van de neoklassieke school, vanaf ca. 1870. De breuk tussen de klassieken en de neoklassieken is dan de verwerping van de arbeidswaardeleer ten gunste van de grensnutleer van waarde (marginalisme). In Duitsland en Oostenrijk werd de klassieke school afgewisseld door respectievelijk de Historische en Oostenrijkse scholen; in de VS werd juist het institutionalisme de gangbare benadering.
Marx rekende zichzelf niet tot de klassieke economen. Of dit alsnog gedaan moet worden is een interpretatiekwestie. De hoofdstroom binnen de marxistische economie leest Marx alsof hij vooral Ricardo's systeem verder uitgedacht heeft. Daartegenover staat een minderheidsvisie die de nadruk legt op de breuk met Ricardo in sommige geschriften van Marx.
Een andere definitie werd gebruikt door Keynes, die ook zijn (nu als neoklassiek beschouwde) directe voorgangers als klassieken bestempelde, met name Pigou. Onderscheidend kenmerk is dan de acceptatie van de wet van Say en een bepaalde theorie van loon- en prijsvorming, die Keynes verwierp. Ook Samuel Hollander heeft gewezen op de overeenkomsten, in plaats van de breukvlakken, tussen de klassieken en de neoklassieken. Joseph Schumpeter gebruikte een nog andere definitie, meer geënt op periodisering, en liet de klassieke economie beginnen ca. 1790, ná Adam Smith.
De neoricardiaanse school (midden twintigste eeuw) kan gezien worden als een gedeeltelijke terugkeer naar de klassieke theorie, geïnspireerd door de beperkingen van de neoklassieke economie die bij de Cambridge-Cambridgecontroverse aan het licht kwamen.

## Overzicht van het klassieke stelsel
De klassieke economen zijn er gedeeltelijk in geslaagd om economische groei en ontwikkeling te verklaren. De klassieke economie heeft tijdgenoten een begripskader geboden waarbinnen zij de ontwikkelingen om zich heen konden begrijpen gedurende een lange periode waarin het kapitalisme geleidelijk aan tevoorschijn kwam uit een vervagende feodale samenleving, een periode waarin de industriële revolutie over een perspectief van een generatie tot grote veranderingen in de samenleving leidde. Deze veranderingen deden de vraag rijzen hoe een samenleving georganiseerd kon worden rondom een systeem waarin elk individu zijn of haar eigen (geldelijke) gewin zocht. 
De klassieke economen heroriënteerden de economie weg van de analyse het persoonlijk belang van de soeverein naar een analyse op basis van klassebelangen. De fysiocraat François Quesnay en Adam Smith stelden bijvoorbeeld dat de rijkdom van een natie gelijk is aan haar jaarlijks nationaal inkomen en niet zoals eerder gedacht aan de inhoud van de schatkist van de koning. Smith zag het nationaal inkomen als geproduceerd door arbeid, maar gestuurd door kapitaal. Zodra grondbezit en kapitaalgoederen in het bezit zijn van individuen wordt het nationaal inkomen verdeeld tussen arbeiders, landheren en kapitalisten in de vorm van lonen, pachten en winst/rente. Smiths ideeën werden door Ricardo en James Mill uitgebouwd tot een wetenschappelijk systeem (het ricardiaanse stelsel).
Het sturende principe in de klassieke economie is niet vraag of aanbod, maar het winstoogmerk. Dit is de motivatie voor investering en de daaruit voortvloeiende groei. Investering om winst te maken op productie is de oorzaak van zowel vraag als aanbod: door te investeren schept de kapitaalbezitter de vraag naar productiemiddelen en naar arbeid; de vraag naar arbeid schept de vraag naar loongoederen als voeding, kleding en woningen. Het resultaat van productie vormt het aanbod.
Het uitgangspunt van de klassieke theorie van zowel productie als verdeling is de vrije markt. De concurrentie die op de markt heerst heeft een aantal langetermijneffecten. Ze trekt de marktprijzen gelijk naar een niveau dat de natuurlijke prijs genoemd wordt en die de productiekosten weerspiegelt, vermeerderd met een natuurlijke winstvoet: p = (1+r)×k. De opbouw van deze prijs werkt als volgt:
- Productiekosten bestaan uit materiaalkosten en loonkosten. Materiaalkosten zijn zelf weer natuurlijke prijzen maal benodigde hoeveelheid materiaal, dus indirecte materiaal- en loonkosten, etc. Uiteindelijk worden productiekosten voornamelijk bepaald door arbeidskosten (arbeidswaardetheorie): k ≈ kL.
- Loonkosten worden bepaald door de hoeveelheid benodigde arbeidsuren, die afhankelijk is van de stand van techniek, en het loon: kL = wL. Het gemiddelde arbeidsloon w kent ook een natuurlijk niveau (langetermijngemiddelde), bepaald door de concurrentie op de arbeidsmarkt. Enerzijds concurreren de vrije arbeiders met elkaar om de beschikbare banen; anderzijds concurreren werkgevers om de beschikbare arbeid. Het niveau dat tot stand komt moet minstens de kosten van levensonderhoud dekken (zie IJzeren loonwet).
- Tot slot kent de winstvoet r, het gemiddelde kapitaalrendement, een natuurlijk niveau, eveneens bepaald door concurrentie. Winst leidt tot accumulatie van nieuw kapitaal, waarvoor de meest winstgevende investering gezocht wordt, binnen of buiten de sector waarin de winst tot stand kwam. Branches met een vraagoverschot trekken kapitaal aan, hetgeen de winstvoet verhoogt. In branches met een aanbodoverschot zullen firma's minder snel groeien (wellicht zelfs inkrimpen of verdwijnen).

Het voorgaande prijsstelsel is van toepassing op alle comsumptie- en kapitaalgoederen die industrieel geproduceerd kunnen worden. Voor de grondrentes (pachten) en andere prijzen van natuurlijke hulpbronnen geldt een ander principe, dat vooral door Ricardo opgesteld werd.